# محمد کونته
محمد کونته (انگلیسی: Muhammed Conteh؛ زادهٔ ۳۱ مارس ۱۹۹۶) بازیکن فوتبال اهل گامبیا است.
وی همچنین در تیم ملی فوتبال گامبیا بازی کرده است.